# Anthar Yahia
Anthar Yahia (arabisch عنتر يحيى, DMG ʿAntar Yaḥyā, Vorname auch: Anther und Antar; * 21. März 1982 in Mülhausen, Frankreich) ist ein ehemaliger algerisch-französischer Fußballspieler.

## Karriere

### Verein
Der Innenverteidiger spielte in der Jugend beim FC Sochaux, bei dem er 1999 Profi wurde. Zur Saison 2000/01 wechselte Yahia zu Inter Mailand in die Serie A. Dort setzte er sich jedoch nicht durch und wechselte deshalb 2001 zurück nach Frankreich zu SC Bastia. Nachdem er bis 2005 auf Korsika tätig gewesen war, suchte er eine sportliche Steigerung und wechselte zu OGC Nizza. Dort war er in der ersten Spielzeit Stammspieler, kam dann aber auf immer weniger Einsätze. Deswegen wollte er den Klub verlassen.
Im Januar 2007 wurde Yahia vom Bundesligisten VfL Bochum zu einem Testspiel eingeladen, in dem er einen guten Eindruck hinterließ. Am 29. Januar 2007 wurde er bis zum Saisonende ausgeliehen, mit der Option auf einen anschließenden Dreijahresvertrag. Der VfL Bochum zog besagte Option und verpflichtete Yahia für 800.000 Euro fest. Nachdem Hertha BSC offenkundig Interesse an Yahia zeigte, verweigerte ihm Bochum die Freigabe zum Wechsel. Schließlich einigte man sich auf eine vorzeitige Vertragsverlängerung bis 2011 zu erhöhten Bezügen. 2009/10 stieg der VfL Bochum zwar aus der Bundesliga ab, doch Yahia hielt dem Verein weiter die Treue. Am 12. Oktober 2010 verlängerte er seinen Vertrag beim VfL vorzeitig um ein Jahr bis 2014.
Im Juli 2011 wechselte Yahia für geschätzte 750.000 Euro nach Saudi-Arabien zum Erstligisten al-Nassr FC. 2012 ging Yahia zum 1. FC Kaiserslautern und unterschrieb dort einen Vertrag bis Juni 2015. Sein Debüt für die Lauterer gab er dann am 5. Februar 2012 im Spiel gegen den 1. FC Köln unter Trainer Marco Kurz.
Am 14. Januar 2013 wurde Anthar Yahias Wechsel zum tunesischen Verein Espérance Tunis bekanntgegeben. Im Januar 2014 folgte von dort sein wechsel zu AO Platanias nach Griechenland, wo er nur bis zum Saisonende blieb. Von dort ging es zum SCO Angers in die erste französische Liga, von wo er im Januar 2016 zum US Orléans ausgeliehen wurde. 2016 beendete er seine Karriere und wurde Sportdirektor bei Orléans.

### Nationalmannschaft
Yahia debütierte 1998 für die französische U16 im EM-Qualifikationsspiel gegen die Schweiz. Es blieb sein einziges Match für die U16.
Anschließend bestritt er 2000 zwei EM-Qualifikationsspiele für Frankreichs U18, erreichte aber wie schon mit der U16 nicht das Endturnier in Finnland.
Yahia war der erste Spieler, der von den Regeländerungen der FIFA bezüglich der internationalen Spielberechtigung profitierte. Somit konnte Yahia nun für Algerien auflaufen. Sein erstes Spiel bestritt er für die algerische U23 in einem Qualifikationsspiel für die Olympischen Spiele 2004 gegen Ghana. Dort erzielte er gleich den 1:0-Siegtreffer per Kopf.
Fortan wurde Yahia für die A-Nationalmannschaft nominiert. Dort debütierte er am 15. Januar 2004 in einem Freundschaftsspiel gegen Mali. Anschließend bestritt Yahia mit der algerischen Mannschaft den Afrika-Cup 2004. Dort erreichte Algerien das Viertelfinale.
Er bestritt mit dem Land unter anderem auch noch die Qualifikationen zur Afrikameisterschaft 2006 und der Weltmeisterschaft 2006. Im November 2009 stand für die Algerier das entscheidende Qualifikationsspiel zur Fußball-Weltmeisterschaft 2010 in Ägypten an. Dort wurde der algerische Mannschaftsbus von ägyptischen Hooligans mit Steine beworfen, Glasscheiben brachen und mehrere Spieler erlitten Kopfverletzungen. Yahia erklärte nach dem Vorfall, dass alle am Boden des Busses gekauert und um ihr Leben gefürchtet hätten und unterstellte den ägyptischen Sicherheitskräften, die Hooligans nicht am Werfen der Steine gehindert zu haben. Yahia bezeichnete das Verhalten der Ägypter als „beschämend“. Trotzdem fand das Match planmäßig statt. Ägypten siegte 2:0 – damit lagen Algerien und Ägypten nach dem letzten Spiel punkt- und torgleich an der Spitze der Gruppe. Somit musste ein Entscheidungsspiel in Sudans Hauptstadt Khartum zwischen den beiden einen WM-Teilnehmer bestimmen. Am 18. November 2009 erzielte Yahia in der 40. Minute das entscheidende 1:0 für Algerien und führte sein Land damit zur Weltmeisterschaft 2010. In der 67. Minute musste der neue Nationalheld allerdings wegen einer Verletzung ausgetauscht werden.
Für die Afrikameisterschaft 2010 in Angola wurde Yahia zwar nominiert, konnte aufgrund seiner Verletzung allerdings kein Spiel bestreiten.
Auch bei der Weltmeisterschaft in Südafrika war Yahia dabei und wurde kurz vor Schluss des letzten Gruppenspiels gegen die USA mit Gelb-Rot des Feldes verwiesen. Am 1. Mai 2012 gab er seinen Rücktritt aus der Nationalmannschaft bekannt – mit der Begründung, Platz für eine neue Generation schaffen zu wollen. Er absolvierte 53 Spiele für die Nationalmannschaft und erzielte dabei sechs Tore, ab 2010 war er Kapitän jener.